# Matthias Sempach

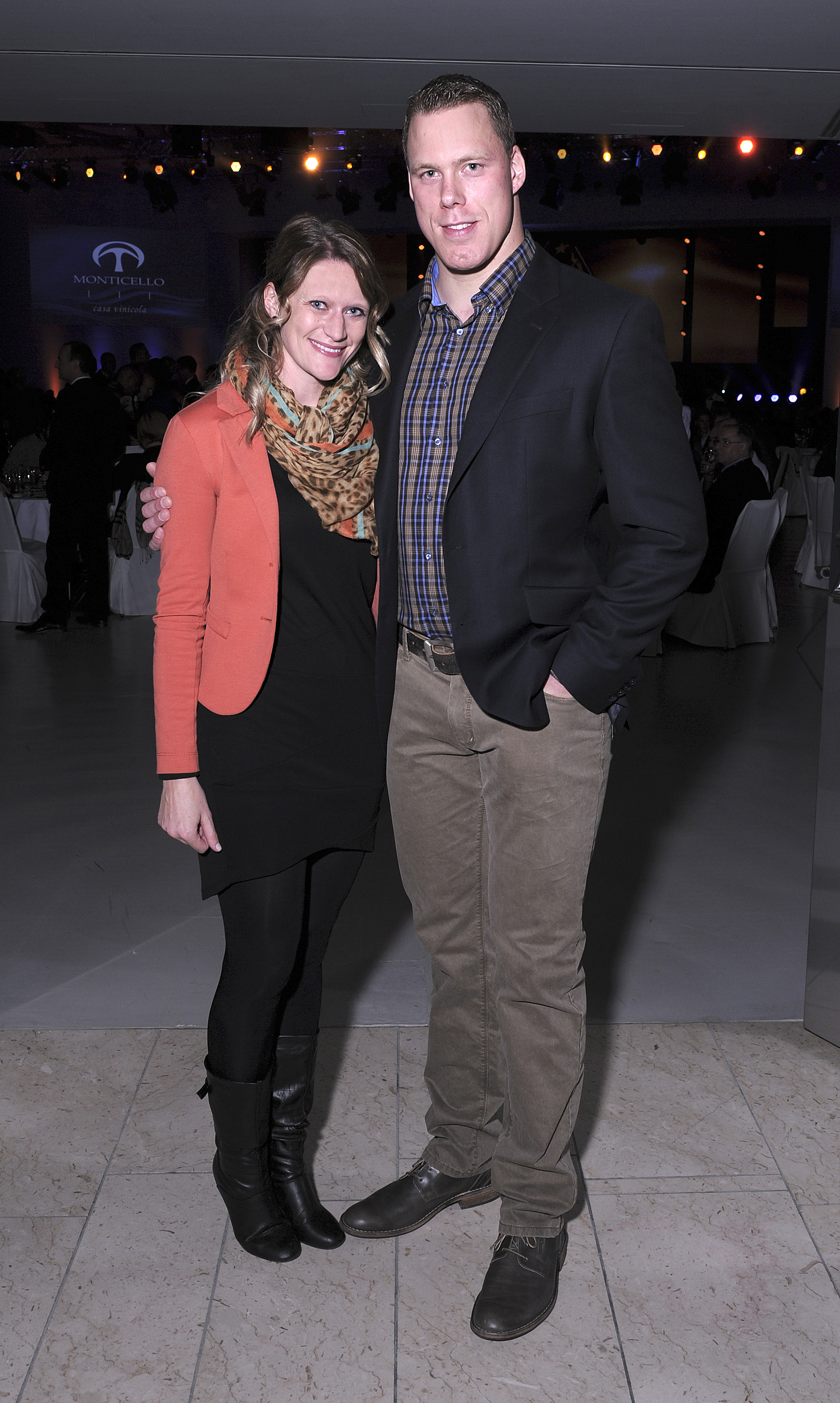
Matthias Sempach und Heidy Jenni (2013)

Matthias Sempach (* 10. April 1986) ist ein ehemaliger Schweizer Schwinger.

## Schwingen
Sempach gehört zum Schwingklub Kirchberg. Bei einer Grösse von 194 cm wiegt er rund 110 kg.
Beim Eidgenössischen Schwing- und Älplerfest 2013 in Burgdorf wurde er Schwingerkönig mit acht Siegen aus acht Gängen. Im Schlussgang stand er Christian Stucki gegenüber. 2014 konnte er als amtierender Schwingerkönig auch das Kilchberger Schwinget für sich entscheiden, was vor ihm nur Ernst Schläpfer gelungen war. Am 10. August 2018 gab er seinen Rücktritt aufgrund eines erneuten Bandscheibenvorfalls bekannt.

## Privates
Sempach absolvierte eine Landwirt- und Metzgerlehre und hat sich zum Landwirtschaftlichen Betriebsleiter weitergebildet. 2019 übernahm er einen Bauernhof im luzernischen Entlebuch und lebt dort mit seiner Partnerin Heidy Jenni und dem gemeinsamen Sohn und Tochter. Den Hof konnten die beiden von Heidy Jennis Eltern übernehmen.

## Ehrungen
Sempach wurde im Jahr 2012, 2013 und 2014 zum «Schwinger des Jahres» ernannt und erhielt jeweils die Auszeichnung «goldener Kranz».